# 英法戰爭 (1627年—1629年)
1627年—1629年的英法戰爭（英語：Anglo-French War）是一場英格蘭人和其的胡格諾派盟友對抗法蘭西王國的戰爭。英格蘭人在歐洲戰場沒有取得成功，三次戰役皆失敗。但在北美成功擊敗了新法蘭西的小規模部隊。